# William Boyce
William Boyce (Londra, 11 settembre 1711 – 7 febbraio 1779) è stato un compositore e organista inglese.

## Biografia
Boyce incominciò la sua carriera musicale nel coro di voci bianche della Cattedrale di St Paul. Quando la sua voce maturò, iniziò a studiare musica con Maurice Green. Il suo primo incarico professionale avvenne nel 1734 quando trovò lavoro come organista. Accettò successivamente una serie di lavori simili prima di essere nominato Master of the King's Musick nel 1755 e organista alla Chapel Royal nel 1758. Mantenne quest'ultimo impiego sino al 1769 quando la sordità divenne tanto grave da renderlo incapace di continuare i suoi incarichi.
Negli anni 1760, 1768 e 1773 si dedicò al completamento del Cathedral Music - lavoro che il suo insegnante Greene aveva lasciato incompleto alla sua morte - pubblicando tre volumi che sono una preziosa antologia della musica liturgica inglese degli ultimi duecento anni e prendono in considerazione ben venticinque compositori tra cui William Byrd, Henry Purcell.
Molti dei pezzi editati da Boyce sono in uso tutt'oggi nei servizi anglicani.
Boyce è conosciuto soprattutto per le sue otto sinfonie, i suoi anthem e le sue odi. Scrisse anche la masque Peleus and Thetis, canzoni per il Masque secolare di John Dryden, musiche di scena per La tempesta, Cimbelino, Romeo e Giulietta e Il racconto d'inverno di William Shakespeare, e un vasto repertorio di musica da camera, inclusi un gruppo di dodici trio sonata.
Boyce fu largamente dimenticato dopo la sua morte e anche oggi rimane un compositore le cui opere sono raramente eseguite. Tuttavia, alcune delle sue composizioni sono state riscoperte negli anni trenta, e Constant Lambert ha pubblicato, ed occasionalmente diretto, i suoi lavori.

## Discografia
- 1978 - Symphonies I-VIII, The Academy of St. Martin in the Fields, dir. Neville Marriner (Argo)
- 1987 - 8 Symphonies, The English Concert, dir. Trevor Pinnock (Archiv Produktion)
- 1994 - Symphonies, op. 2, Academy of Ancient Music, dir. Christopher Hogwood (L'Oiseau-Lyre)
- 1994 - The Eight Symphonies, English String Orchestra, dir. William Boughton (Nimbus Records)
- 1995 - Trio Sonatas, The Parley of Instruments, dir. Peter Holman (Hyperion, 2 CD)
- 1998 - The Secular Masque. 4 Ode Overtures, The Choir of New College, Oxford e The Hanover Band, dir. Graham Lea-Cox (ASV Gaudeamus)
- 1999 - Complete Trio Sonatas, Collegium Musicum 90, dir. Simon Standage (Chaconne)
- 2000 - David's Lamentation Over Saul and Jonathan, The Choir of New College, Oxford e The Hanover Band, dir. Graham Lea-Cox (ASV Gaudeamus)
- 2001 - Pindar's Ode; New Year Ode 1774, The Choir of New College, Oxford e The Hanover Band, dir. Graham Lea-Cox (ASV Gaudeamus)
- 2003 - Eight Symphonies, Op 2, Arcadia Ensemble, dir. Kevin Mallon (Naxos)